# Усправни мишић језика
Усправни мишић језика (лат. musculus verticalis linguae) је парни мишић главе, локализован у усној дупљи и представља део унутрашње мускулатуре језика. Састоји се од усправних мишићних влакана, која пролазе кроз тело језика и припајају се унутрашњој страни његове слузокоже.
Мишић је инервисан гранчицама хипоглосног живца, а основна функција му је промена облика (спљоштавање) језика.